# Podróże apostolskie Jana Pawła II
Podróże apostolskie Jana Pawła II – lista podróży apostolskich papieża Jana Pawła II:

Liczba podróży apostolskich Jana Pawła II

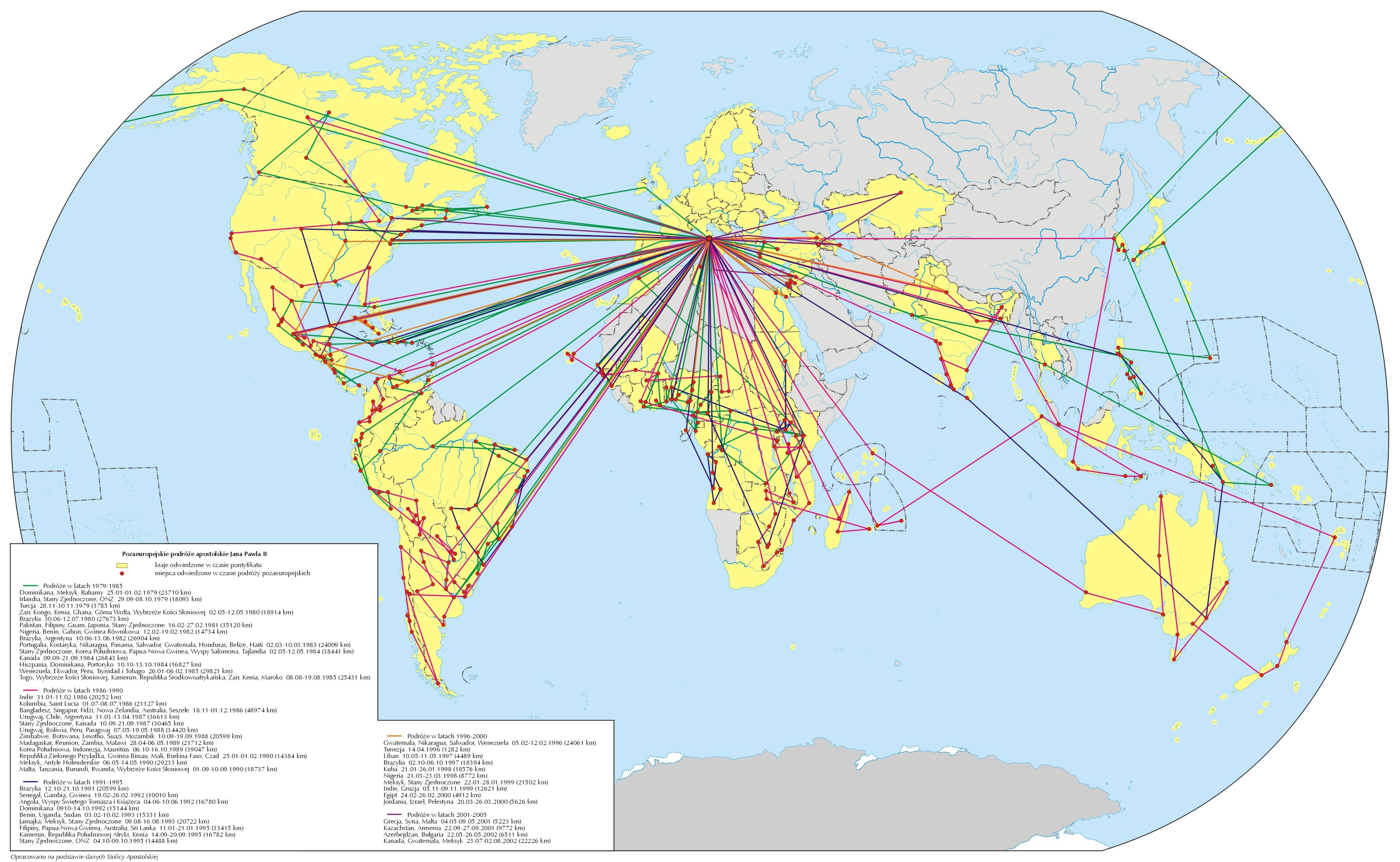
Pozaeuropejskie podróże apostolskie Jana Pawła II-

## Zagraniczne podróże apostolskie papieża Jana Pawła II
| Lp.  | Podróż            | Data wizyty                   | Państwa                                                                                    |
| ---- | ----------------- | ----------------------------- | ------------------------------------------------------------------------------------------ |
| 1979 |                   |                               |                                                                                            |
| 1    | podróż apostolska | 25 stycznia – 1 lutego        | Dominikana, Meksyk, Bahamy                                                                 |
| 2    | podróż apostolska | 2 – 10 czerwca                | Polska                                                                                     |
| 3    | podróż apostolska | 29 września – 8 października  | Irlandia, Stany Zjednoczone                                                                |
| 4    | podróż apostolska | 28 – 30 listopada             | Turcja                                                                                     |
| 1980 |                   |                               |                                                                                            |
| 5    | podróż apostolska | 2 – 12 maja                   | Zair, Kongo, Kenia, Ghana, Górna Wolta, Wybrzeże Kości Słoniowej                           |
| 6    | podróż apostolska | 30 maja – 2 czerwca           | Francja                                                                                    |
| 7    | podróż apostolska | 30 czerwca – 12 lipca         | Brazylia                                                                                   |
| 8    | podróż apostolska | 15 – 19 listopada             | RFN                                                                                        |
| 1981 |                   |                               |                                                                                            |
| 9    | podróż apostolska | 16 – 27 lutego                | Pakistan, Filipiny, Guam, Japonia, Stany Zjednoczone                                       |
| 1982 |                   |                               |                                                                                            |
| 10   | podróż apostolska | 12–19 lutego                  | Nigeria, Benin, Gabon, Gwinea Równikowa                                                    |
| 11   | podróż apostolska | 12 – 15 maja                  | Portugalia                                                                                 |
| 12   | podróż apostolska | 28 maja – 2 czerwca           | Wielka Brytania                                                                            |
| 13   | podróż apostolska | 10 – 13 czerwca               | Brazylia, Argentyna                                                                        |
| 14   | podróż apostolska | 15 czerwca                    | Szwajcaria                                                                                 |
| 15   | podróż apostolska | 29 sierpnia                   | San Marino                                                                                 |
| 16   | podróż apostolska | 31 października – 9 listopada | Hiszpania                                                                                  |
| 1983 |                   |                               |                                                                                            |
| 17   | podróż apostolska | 2 – 10 marca                  | Portugalia, Kostaryka, Nikaragua, Panama, Salwador, Gwatemala, Honduras, Belize, Haiti     |
| 18   | podróż apostolska | 16 – 23 czerwca               | Polska                                                                                     |
| 19   | podróż apostolska | 14 – 15 sierpnia              | Francja                                                                                    |
| 20   | podróż apostolska | 10 – 13 września              | Austria                                                                                    |
| 1984 |                   |                               |                                                                                            |
| 21   | podróż apostolska | 2 – 12 maja                   | Stany Zjednoczone, Korea Południowa, Papua-Nowa Gwinea, Wyspy Salomona, Tajlandia          |
| 22   | podróż apostolska | 12 – 17 czerwca               | Szwajcaria                                                                                 |
| 23   | podróż apostolska | 9 – 21 września               | Kanada                                                                                     |
| 24   | podróż apostolska | 10 – 13 października          | Hiszpania, Dominikana, Portoryko                                                           |
| 1985 |                   |                               |                                                                                            |
| 25   | podróż apostolska | 26 stycznia – 6 lutego        | Wenezuela, Ekwador, Peru, Trynidad i Tobago                                                |
| 26   | podróż apostolska | 11 – 21 maja                  | Holandia, Luksemburg, Belgia                                                               |
| 27   | podróż apostolska | 8 – 19 sierpnia               | Togo, Wybrzeże Kości Słoniowej, Kamerun, Republika Środkowoafrykańska, Zair, Kenia, Maroko |
| 28   | podróż apostolska | 8 września                    | Szwajcaria, Liechtenstein                                                                  |
| 1986 |                   |                               |                                                                                            |
| 29   | podróż apostolska | 31 stycznia – 11 lutego       | Indie                                                                                      |
| 30   | podróż apostolska | 1 – 8 lipca                   | Kolumbia, Saint Lucia                                                                      |
| 31   | podróż apostolska | 4 – 7 października            | Francja                                                                                    |
| 32   | podróż apostolska | 18 listopada – 1 grudnia      | Bangladesz, Singapur, Fidżi, Nowa Zelandia, Australia, Seszele                             |
| 1987 |                   |                               |                                                                                            |
| 33   | podróż apostolska | 31 marca – 13 kwietnia        | Urugwaj, Chile, Argentyna                                                                  |
| 34   | podróż apostolska | 30 kwietnia – 4 maja          | RFN                                                                                        |
| 35   | podróż apostolska | 8 – 14 czerwca                | Polska                                                                                     |
| 36   | podróż apostolska | 10 – 21 września              | Stany Zjednoczone, Kanada                                                                  |
| 1988 |                   |                               |                                                                                            |
| 37   | podróż apostolska | 7 – 19 maja                   | Urugwaj, Boliwia, Peru, Paragwaj                                                           |
| 38   | podróż apostolska | 23 – 27 czerwca               | Austria                                                                                    |
| 39   | podróż apostolska | 10 – 19 września              | Zimbabwe, Botswana, Południowa Afryka, Lesotho, Suazi, Mozambik                            |
| 40   | podróż apostolska | 8 – 11 października           | Francja                                                                                    |
| 1989 |                   |                               |                                                                                            |
| 41   | podróż apostolska | 28 kwietnia – 6 maja          | Madagaskar, Francja, Zambia, Malawi                                                        |
| 42   | podróż apostolska | 1 – 10 czerwca                | Norwegia, Islandia, Finlandia, Dania, Szwecja                                              |
| 43   | podróż apostolska | 19 – 21 sierpnia              | Hiszpania                                                                                  |
| 44   | podróż apostolska | 6 – 16 października           | Korea Południowa, Indonezja, Mauritius                                                     |
| 1990 |                   |                               |                                                                                            |
| 45   | podróż apostolska | 25 stycznia – 1 lutego        | Republika Zielonego Przylądka, Gwinea Bissau, Mali, Burkina Faso, Czad                     |
| 46   | podróż apostolska | 21 – 22 kwietnia              | Czechosłowacja                                                                             |
| 47   | podróż apostolska | 6 – 14 maja                   | Meksyk, Curaçao                                                                            |
| 48   | podróż apostolska | 25 – 27 maja                  | Malta                                                                                      |
| 49   | podróż apostolska | 1 – 10 września               | Malta, Tanzania, Burundi, Rwanda, Wybrzeże Kości Słoniowej                                 |
| 1991 |                   |                               |                                                                                            |
| 50   | podróż apostolska | 10 – 13 maja                  | Portugalia                                                                                 |
| 51   | podróż apostolska | 1 – 9 czerwca                 | Polska                                                                                     |
| 52   | podróż apostolska | 13 – 20 sierpnia              | Polska, Węgry                                                                              |
| 53   | podróż apostolska | 12 – 21 października          | Brazylia                                                                                   |
| 1992 |                   |                               |                                                                                            |
| 54   | podróż apostolska | 19 – 26 lutego                | Senegal, Gambia, Gwinea                                                                    |
| 55   | podróż apostolska | 4 – 10 czerwca                | Angola, Wyspy Świętego Tomasza i Książęca                                                  |
| 56   | podróż apostolska | 9 – 14 października           | Dominikana                                                                                 |
| 1993 |                   |                               |                                                                                            |
| 57   | podróż apostolska | 3 – 10 lutego                 | Benin, Uganda, Sudan                                                                       |
| 58   | podróż apostolska | 25 kwietnia                   | Albania                                                                                    |
| 59   | podróż apostolska | 12 – 17 czerwca               | Hiszpania                                                                                  |
| 60   | podróż apostolska | 9 – 16 sierpnia               | Jamajka, Meksyk, Stany Zjednoczone                                                         |
| 61   | podróż apostolska | 4 – 10 września               | Litwa, Łotwa, Estonia                                                                      |
| 1994 |                   |                               |                                                                                            |
| 62   | podróż apostolska | 10 – 11 września              | Chorwacja                                                                                  |
| 1995 |                   |                               |                                                                                            |
| 63   | podróż apostolska | 11 – 21 stycznia              | Filipiny, Papua-Nowa Gwinea, Australia, Sri Lanka                                          |
| 64   | podróż apostolska | 20 – 22 maja                  | Czechy, Polska                                                                             |
| 65   | podróż apostolska | 3 – 4 czerwca                 | Belgia                                                                                     |
| 66   | podróż apostolska | 30 czerwca – 3 lipca          | Słowacja                                                                                   |
| 67   | podróż apostolska | 14 – 20 września              | Kamerun, Południowa Afryka, Kenia                                                          |
| 68   | podróż apostolska | 4 – 9 października            | Stany Zjednoczone                                                                          |
| 1996 |                   |                               |                                                                                            |
| 69   | podróż apostolska | 5 – 12 lutego                 | Gwatemala, Nikaragua, Salwador, Wenezuela                                                  |
| 70   | podróż apostolska | 14 kwietnia                   | Tunezja                                                                                    |
| 71   | podróż apostolska | 17 – 19 maja                  | Słowenia                                                                                   |
| 72   | podróż apostolska | 21 – 23 czerwca               | Niemcy                                                                                     |
| 73   | podróż apostolska | 6 – 7 września                | Węgry                                                                                      |
| 74   | podróż apostolska | 19 – 23 września              | Francja                                                                                    |
| 1997 |                   |                               |                                                                                            |
| 75   | podróż apostolska | 12 – 13 kwietnia              | Bośnia i Hercegowina                                                                       |
| 76   | podróż apostolska | 25 – 27 kwietnia              | Czechy                                                                                     |
| 77   | podróż apostolska | 10 – 11 maja                  | Liban                                                                                      |
| 78   | podróż apostolska | 31 maja – 10 czerwca          | Polska                                                                                     |
| 79   | podróż apostolska | 21- 24 sierpnia               | Francja                                                                                    |
| 80   | podróż apostolska | 2 – 6 października            | Brazylia                                                                                   |
| 1998 |                   |                               |                                                                                            |
| 81   | podróż apostolska | 21 – 26 stycznia              | Kuba                                                                                       |
| 82   | podróż apostolska | 21 – 23 marca                 | Nigeria                                                                                    |
| 83   | podróż apostolska | 19 – 21 czerwca               | Austria                                                                                    |
| 84   | podróż apostolska | 2 – 4 października            | Chorwacja                                                                                  |
| 1999 |                   |                               |                                                                                            |
| 85   | podróż apostolska | 22 – 28 stycznia              | Meksyk, Stany Zjednoczone                                                                  |
| 86   | podróż apostolska | 7 – 9 maja                    | Rumunia                                                                                    |
| 87   | podróż apostolska | 5 – 17 czerwca                | Polska                                                                                     |
| 88   | podróż apostolska | 19 września                   | Słowenia                                                                                   |
| 89   | podróż apostolska | 5 – 9 listopada               | Indie, Gruzja                                                                              |
| 2000 |                   |                               |                                                                                            |
| 90   | podróż apostolska | 24 – 26 lutego                | Egipt                                                                                      |
| 91   | podróż apostolska | 20 – 26 marca                 | Jordania, Izrael                                                                           |
| 92   | podróż apostolska | 12 – 13 maja                  | Portugalia                                                                                 |
| 2001 |                   |                               |                                                                                            |
| 93   | podróż apostolska | 4 – 9 maja                    | Grecja, Syria, Malta                                                                       |
| 94   | podróż apostolska | 23 – 27 czerwca               | Ukraina                                                                                    |
| 95   | podróż apostolska | 22 – 27 września              | Kazachstan, Armenia                                                                        |
| 2002 |                   |                               |                                                                                            |
| 96   | podróż apostolska | 22 – 26 maja                  | Azerbejdżan, Bułgaria                                                                      |
| 97   | podróż apostolska | 23 lipca – 2 sierpnia         | Kanada, Gwatemala, Meksyk                                                                  |
| 98   | podróż apostolska | 16 – 19 sierpnia              | Polska                                                                                     |
| 2003 |                   |                               |                                                                                            |
| 99   | podróż apostolska | 3 – 4 maja                    | Hiszpania                                                                                  |
| 100  | podróż apostolska | 5 – 9 czerwca                 | Chorwacja                                                                                  |
| 101  | podróż apostolska | 22 czerwca                    | Bośnia i Hercegowina                                                                       |
| 102  | podróż apostolska | 11 – 14 września              | Słowacja                                                                                   |
| 2004 |                   |                               |                                                                                            |
| 103  | podróż apostolska | 5 – 6 czerwca                 | Szwajcaria                                                                                 |
| 104  | podróż apostolska | 14 – 15 sierpnia              | Francja                                                                                    |

## Podróże apostolskiepapieża Jana Pawła IIna terenieWłoch
|      | Data               | Miasta |
| ---- | ------------------ | --- |
| 1979 |                    | |
| 1    | 26 sierpnia        | Veneto |
| 2    | 8 września         | Loreto, Ankona |
| 3    | 21 października    | Pompeje, Neapol |
| 1980 |                    | |
| 4    | 23 marca           | Norcia, Spoleto |
| 5    | 13 kwietnia        | Turyn |
| 6    | 30 sierpnia        | L’Aquila |
| 7    | 7 września         | Velletri, Frascati |
| 8    | 14 września        | Siena |
| 9    | 20–21 września     | Cassino |
| 10   | 28 września        | Subiaco |
| 11   | 5 października     | Otranto |
| 12   | 25 listopada       | Potenza |
| 1981 |                    | |
| 13   | 19 marca           | Terni |
| 14   | 26 sierpnia        | Bergamo |
| 15   | 22 listopada       | Collevalenza, Todi, Orvieto |
| 1982 |                    | |
| 16   | 12 marca           | Asyż |
| 17   | 19 marca           | Livorno |
| 18   | 18 kwietnia        | Bolonia |
| 19   | 29 sierpnia        | Rimini |
| 20   | 5 września         | Fonte Avellana |
| 21   | 12 września        | Padwa |
| 22   | 19 września        | Albano Laziale |
| 23   | 26 września        | Brescia |
| 24   | 20–21 listopada    | Palermo |
| 1983 |                    | |
| 25   | 2 stycznia         | Rieti, Greccio |
| 26   | 19 marca           | Chieti |
| 27   | 20–22 maja         | Mediolan, Desio, Seregno, Venegono Superiore, Monza, Sesto San Giovanni                                                                                |
| 28   | 18 sierpnia        | Palestrina |
| 1984 |                    | |
| 29   | 26 lutego          | Bari, Bitonto |
| 30   | 27 maja            | Viterbo |
| 31   | 12 sierpnia        | Fano |
| 32   | 2 września         | Alatri |
| 33   | 5 października     | Lamezia Terme, Serra San Bruno, Paola, Catanzaro, Cosenza, Crotone, Reggio di Calabria                                                                 |
| 34   | 2–4 listopada      | Varese, Mediolan, Pawia, Alagna Valsesia, Piedmont, Varallo, Arona                                                                                     |
| 1985 |                    | |
| 35   | 24 marca           | Fucino, Avezzano |
| 36   | 11 kwietnia        | Loreto |
| 37   | 26 maja            | Salerno |
| 38   | 15–17 czerwca      | Vittorio Veneto, Treviso, Wenecja |
| 39   | 30 czerwca         | Teramo |
| 40   | 21 września        | Genua |
| 41   | 18–20 października | Cagliari, Oristano, Nuoro, Sassari |
| 1986 |                    | |
| 42   | 19 marca           | Prato |
| 43   | 6–7 września       | Aosta, Courmayeur |
| 44   | 18–19 października | Fiesole, Florencja |
| 45   | 26–27 października | Perugia, Asyż |
| 1987 |                    | |
| 46   | 19 marca           | Civitavecchia |
| 47   | 23–25 maja         | San Giovanni Rotondo, Monte Sant’Angelo, Manfredonia, Foggia, San Severo, Lucera, Ascoli Satriano, Cerignola, Amendola                                 |
| 48   | 12 lipca           | Vajont, Lorenzago di Cadore |
| 1988 |                    | |
| 49   | 16–17 kwietnia     | Werona, Negrar |
| 50   | 1 maja             | Civita Castellana, Nepi |
| 51   | 3–7 czerwca        | Carpi, Modena, Fiorano Modenese, Fidenza, Piacenza, Castel San Giovanni, Reggio nell’Emilia, Guastalla, Parma, Bolonia                                 |
| 52   | 11–12 czerwca      | Mesyna, Montevergine, Tindari, Reggio di Calabria |
| 53   | 16–17 lipca        | Saviore dell’Adamello, Col Cumano, Pietralba, Trydent                                                                                                  |
| 54   | 2–4 września       | Turyn, Valdocco, Castelnuovo Don Bosco, Chieri |
| 55   | 30 grudnia         | Porto San Giorgio, Fermo, Ascoli Piceno |
| 1989 |                    | |
| 56   | 21 maja            | Grosseto |
| 57   | 25 czerwca         | Gaeta, Formia, Itri |
| 58   | 22–24 września     | Cecina, Piza, Volterra, Lukka |
| 59   | 28–29 października | Tarent, Martina Franca |
| 1990 |                    | |
| 60   | 18–19 marca        | Ivrea, San Benigno Canavese, Scarmagno, Chivasso |
| 61   | 17 czerwca         | Orvieto |
| 62   | 2 lipca            | Benewent |
| 63   | 22–23 września     | Argenta, Comacchio, Ferrara, Codigoro |
| 64   | 14 października    | Genua |
| 65   | 9–13 listopada     | Neapol, Scampia, Capodimonte, Poggioreale, Torre del Greco, Pozzuoli, Nocera Inferiore, Sarno, Pagani, Aversa, Trentola-Ducenta, San Cipriano d’Aversa |
| 1991 |                    | |
| 66   | 18–19 marca        | San Severino Marche, Camerino, Fabriano, Matelica |
| 67   | 27–28 kwietnia     | Matera, Irsina, Potenza |
| 68   | 22–23 czerwca      | Mantua, Castiglione delle Stiviere, Curtatone |
| 1992 |                    | |
| 69   | 19 marca           | Sorrento, Castellammare di Stabia |
| 70   | 30 kwietnia-3 maja | Akwileja, Pordenone, Triest, Gorycja, Udine |
| 70   | 23–24 maja         | Neapol, Nola, Caserta, Kapua |
| 71   | 19–21 czerwca      | Bergamo, Cremona, Lodi |
| 1993 |                    | |
| 72   | 9–10 stycznia      | Asyż |
| 73   | 19 marca           | Magliano Sabina, Vescovìo di Torri, Poggio Mirteto, Castelnuovo di Farfa, Monterotondo                                                                 |
| 74   | 8–10 maja          | Trapani, Erice, Mazara del Vallo, Agrigento, Caltanissetta                                                                                             |
| 75   | 23 maja            | Cortona, Arezzo |
| 76   | 19–20 czerwca      | Macerata, Foligno, Gran Sasso d’Italia |
| 77   | 17 września        | La Verna, Camaldoli |
| 78   | 25–26 września     | Asti, Isola d’Asti |
| 1994 |                    | |
| 79   | 17–18 września     | Lecce |
| 80   | 4–6 listopada      | Katania, Syrakuzy |
| 81   | 10 grudnia         | Loreto |
| 1995 |                    | |
| 82   | 19 marca           | Campobasso, Castelpetroso, Agnone |
| 83   | 29–30 kwietnia     | Trydent |
| 84   | 9–10 września      | Loreto |
| 85   | 23 listopada       | Palermo |
| 1996 |                    | |
| 86   | 30 marca           | Colle di Val d’Elsa, Siena |
| 87   | 4–5 maja           | Como |
| 1997 |                    | |
| 88   | 27–28 września     | Bolonia |
| 1998 |                    | |
| 89   | 23–24 maja         | Vercelli, Turyn |
| 90   | 18–20 września     | Chiavari, Brescia |
| 1999 |                    | |
| 91   | 30 maja            | Ankona |
| 2002 |                    | |
| 92   | 24 stycznia        | Asyż |
| 93   | 5 maja             | Ischia |
| 2003 |                    | |
| 94   | 7 października     | Pompeje |
| 2004 |                    | |
| 95   | 5 września         | Loreto |

## Podróże apostolskie papieża Jana Pawła II do Polski
| Podróże apostolskie Jana Pawła II do Polski |                                  | |
| Pielgrzymka                                 | Data                             | Odwiedzone miejscowości |
| I                                           | 2–10 czerwca 1979                | Warszawa, Gniezno, Częstochowa, Kraków, Kalwaria Zebrzydowska, Wadowice, Oświęcim, Nowy Targ |
| II                                          | 16–23 czerwca 1983               | Warszawa, Niepokalanów, Częstochowa, Poznań, Katowice, Wrocław, Góra Świętej Anny, Kraków |
| III                                         | 8–14 czerwca 1987                | Warszawa, Lublin, Tarnów, Kraków, Szczecin, Gdynia, Gdańsk, Częstochowa, Łódź |
| IV                                          | 1–9 czerwca, 13–16 sierpnia 1991 | Koszalin, Rzeszów, Przemyśl, Lubaczów, Kielce, Radom, Łomża, Białystok, Olsztyn, Włocławek, Płock, Warszawa oraz Kraków, Częstochowa, Wadowice                                                                |
| V                                           | 22 maja 1995                     | Skoczów, Bielsko-Biała, Żywiec |
| VI                                          | 31 maja–10 czerwca 1997          | Wrocław, Legnica, Gorzów Wielkopolski, Gniezno, Poznań, Kalisz, Częstochowa, Zakopane, Ludźmierz, Kraków, Dukla, Krosno                                                                                       |
| VII                                         | 5–17 czerwca 1999                | Gdańsk, Sopot, Pelplin, Elbląg, Licheń Stary, Bydgoszcz, Toruń, Ełk, Wigry, Siedlce, Drohiczyn, Warszawa, Sandomierz, Zamość, Radzymin, Łowicz, Sosnowiec, Kraków, Stary Sącz, Wadowice, Gliwice, Częstochowa |
| VIII                                        | 16–19 sierpnia 2002              | Kraków, Kalwaria Zebrzydowska |